# Трастевере

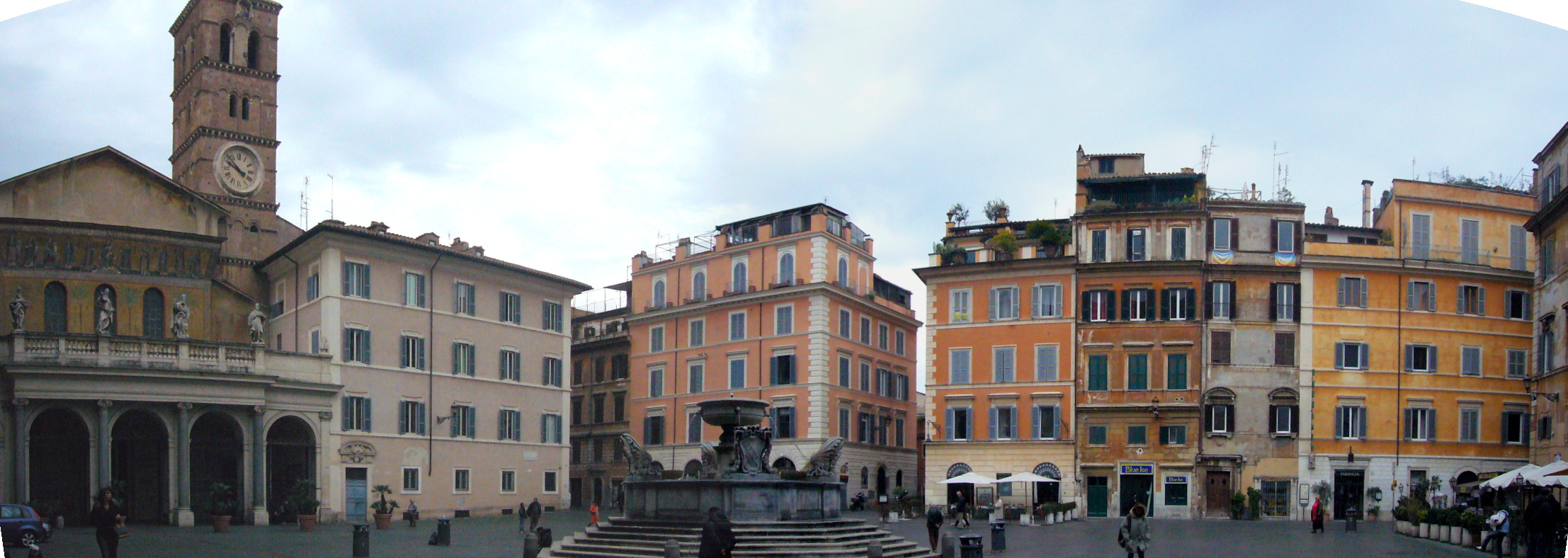
П'яцца Санта Марія ін Трастевере

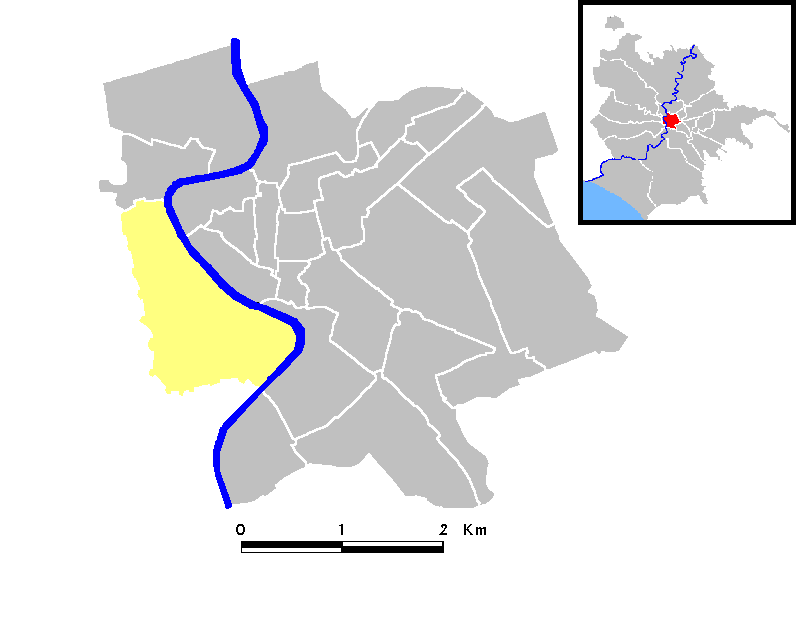
Трастевере

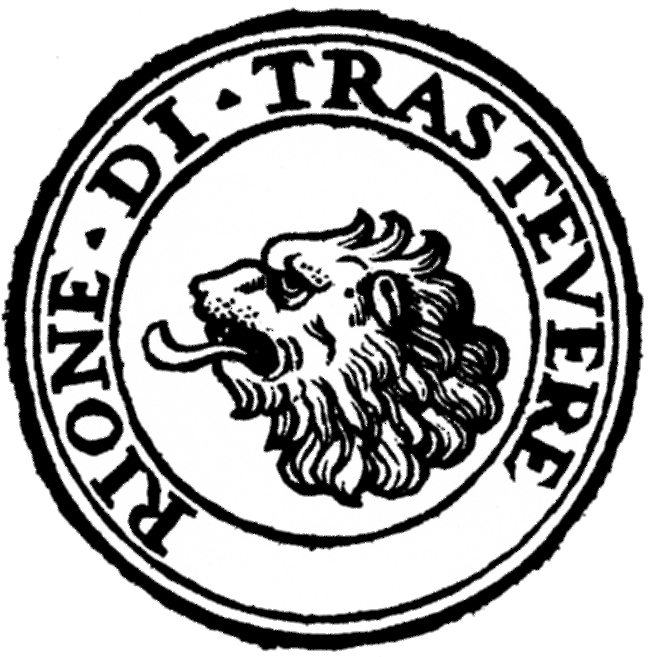
Герб району (Ріоне)

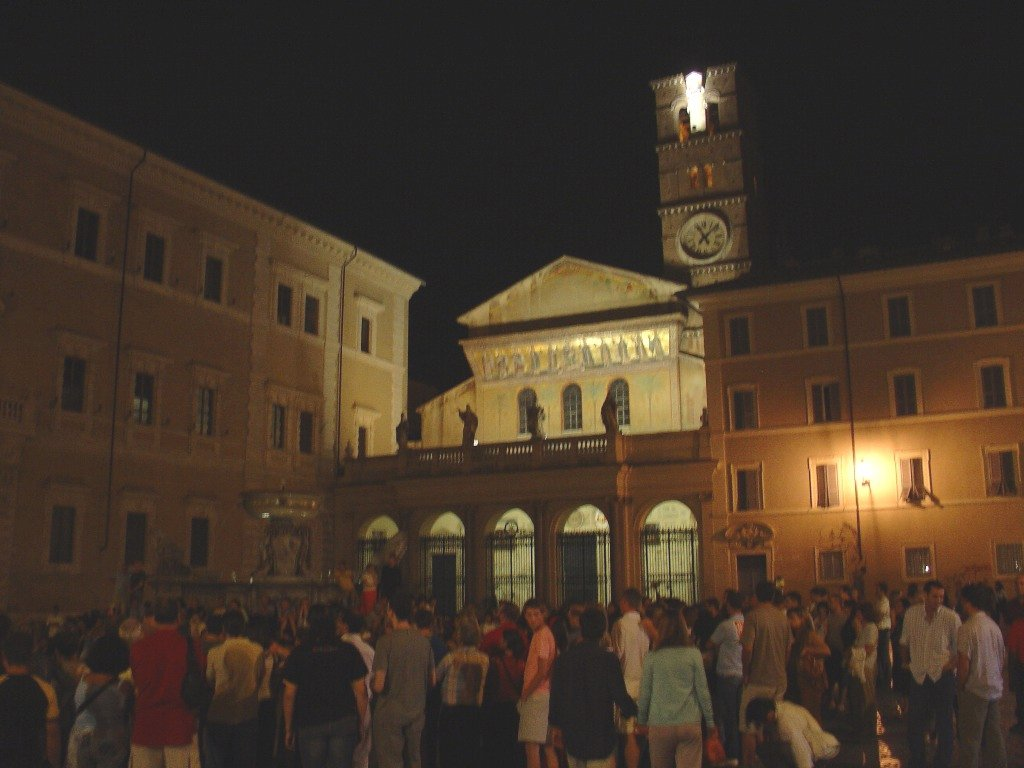
П'яцца Санта Марія ін Трастевере вночі

Трастевере (італ. Trastevere, від лат. Trans Tiberim — «за Тибром») — район вузьких середньовічних вуличок на західному березі Тибру в Римі, на південь від Ватикану і Борґо. Займає східний схил пагорба Янікул. У глибоку давнину цим берегом Тибру володіли етруски; потім тут селилися іноземці, переважно сирійці і євреї. Октавіан Август виділив його в окремий район міста, а Авреліан включив до складу нових міських стін. З історією цього району, та й Риму в цілому, можна ознайомитися в музеї Риму в Трастевере. З III століття тут існує Базиліка святої Цецилії в Трастевере, яка досі займає центральне положення в районі. Церква святої Цецилії в Трастевере була побудована в V столітті, перебудована в XII ст. і отримала свій нинішній фасад в 1725 р. Обидва храми багаті творами живопису та скульптури роботи П'єтро Кавалліні, Гвідо Рені, Доменікіно та інших майстрів.